# Zombrus nigrobalteatus
Zombrus nigrobalteatus är en stekelart som först beskrevs av Cameron 1906.  Zombrus nigrobalteatus ingår i släktet Zombrus och familjen bracksteklar. Inga underarter finns listade i Catalogue of Life.